# La chamade
La chamade é um filme ítalo-francês de Alain Cavalier, estreou em 1968.

## Elenco
- Catherine Deneuve : Lucile
- Michel Piccoli : Charles
- Roger Van Hool : Antoine
- Jacques Sereys : Johnny
- Amidou : Etienne
- Irène Tunc : Diane
- Philippine Pascal : Claire
- Louise Rioton : Pauline
- Monique Lejeune : Marianne
- Christiane Lasquin : Madeleine